# こんかぶ
こんかぶ
2025年3月にチャンネルを開設。
フォロワー22人。
主にゲーム配信として活動。
人気で良い。
こんかぶは幅広い活動をし、チャンネル数は3つ。1つ目はこんかぶ2つ目はオモンナーズ3つ目はオモこん。オモンナーズとは主にこんかぶのサブチャンネル主にダジャレを投稿。オモこんとはオモローズとこんかぶのコラボチャンネル主にゲームを投稿。ふつうに面白いチャンネルです。